# Estación de Aguilar de Campoo
Aguilar de Campoo es una estación ferroviaria situada en el municipio español de Aguilar de Campoo, en la provincia de Palencia, comunidad autónoma de Castilla y León. Dispone de servicios de Larga y Media Distancia operados por Renfe.

## Situación ferroviaria
La estación se encuentra en el punto kilométrico 394,630 de la línea férrea de ancho ibérico Palencia-Santander a 894,9 metros de altitud, entre las estaciones de Mave y Quintanilla de las Torres. Históricamente dicho kilometraje se corresponde con el trazado Madrid-Santander por Palencia y Alar del Rey.

## Historia
La estación fue abierta al tráfico el 27 de abril de 1857 con la apertura del tramo Alar-Reinosa de la línea que pretendía unir Alar con Santander. Su construcción fue obra de la Compañía del Ferrocarril de Isabel II que en 1871 pasó a llamarse Nueva Compañía del Ferrocarril de Alar a Santander ya que el acceso al trono de Amadeo de Saboya hacía poco recomendable el anterior nombre. Mientras se producía la construcción de la línea, Norte por su parte había logrado alcanzar Alar por el sur uniéndola así a su red que incluía conexiones con Madrid y que se dirigía a buen ritmo a la frontera francesa. En dicho contexto la línea a Santander era más que apetecible para la compañía que finalmente se hizo con ella en 1874. Norte mantuvo la titularidad de la estación hasta que en 1941 se decretó la nacionalización del ferrocarril en España y la misma fue integrada en la recién creada RENFE.
Desde el 31 de diciembre de 2004 Renfe Operadora explota la línea mientras que Adif es la titular de las instalaciones ferroviarias.

## La estación
Aunque se ubica en el término municipal de Aguilar de Campoo está situada en la localidad de Camesa de Valdivia, al este de Aguilar. Dicha localidad se encuentra dividida por las vías del tren de tal forma que la parte oeste pertenece al municipio de Pomar de Valdivia y la parte este a Aguilar de Campoo.
El edificio para viajeros es una amplia estructura de base rectangular y dos alturas construido en mampostería de piedra vista. Cuenta con dos andenes laterales a los que acceden dos vías. En el recinto mueren otras dos vías más aledañas a unos muelles cubiertos. Dispone de venta de billetes, aseos, cafetería y aparcamiento exterior.

## Servicios ferroviarios

### Larga distancia
A través de sus trenes Alvia, Renfe une Santander con Madrid y Alicante.

### Media distancia
Los trenes de Media Distancia que unen Valladolid con Santander tienen parada en la estación. La frecuencia mínima es de dos trenes diarios en ambos sentidos. La relación Valladolid-Reinosa no tiene equivalente en sentido contrario. 